# Волков, Николай Фёдорович (артиллерист)
Николай Фёдорович Волков (6 [19] мая 1913, село Григорово Владимирской губернии — 23 августа 1944, Яссы, Румыния) — заместитель командира 1853-го истребительно-противотанкового артиллерийского полка (31-я отдельная истребительно-противотанковая артиллерийская бригада, 52-я армия, 2-й Украинский фронт), капитан, Герой Советского Союза (24 марта 1945, посмертно).

## Биография
Волков родился в семье мелкого лавочника. В 1930 году с отличием окончил школу № 8 (ныне МБОУ лицей № 8). С 1932 по 1938 годы учился в Горьковском индустриальном институте на кораблестроительном факультете. Здесь вступил в комсомол.
Перед войной жил в городе Самарканде (Узбекистан), работал инженером-механиком на заводе.
В действующей армии с июля 1941 года. В начале войны попал в плен, бежал. В последующих боях показал себя смелым и решительным командиром. Не раз вместе с кавалеристами ходил в разведку, не раз прямой наводкой отбивал яростные танковые атаки. В одном из боёв был ранен, но эвакуироваться в тыл отказался. Только затянулась рана — был ранен вторично. Пришлось временно распрощаться с фронтом.
Работал преподавателем военного училища, затем его назначили заместителем командира учебного артиллерийского полка. В конце 1943 года он снова на фронте.
Заместитель командира 1853-го истребительно-противотанкового артиллерийского полка кандидат в члены ВКП(б) капитан Николай Волков в боях за город Яссы (Румыния) командовал артиллерийской группой сопровождения танков в составе 3-х батарей. 20 августа 1944 года он первым во главе группы вместе с танками ворвался на улицы города и, захватив его центр, удерживал позиции до подхода стрелковых подразделений. Группа подбила 3 вражеских танка, 3 автомашины, 2 трактора, уничтожила более 200 солдат, офицеров, был взят в плен генерал. В рукопашной схватке Волков был тяжело ранен, скончался 23 августа 1944 года.
Похоронен в братской могиле в городе Яссы.

## Память
- Имя Героя увековечено на мемориальной плите из мрамора на здании Нижегородского государственного технического университета, где указано: «Здесь в политехническом институте им. А. А. Жданова в 1932 −1938 годы учился Герой Советского Союза Волков Николай Федорович. Погиб в боях за город Яссы 20 августа 1944 года»[3].

## Награды
- Указом Президиума Верховного Совета СССР от 24 марта 1945 года за образцовое выполнение боевых заданий командования на фронте борьбы с немецко-фашистскими захватчиками и проявленные при этом мужество и героизм капитану Волкову Николаю Фёдоровичу присвоено звание Героя Советского Союза (посмертно).
- Орден Ленина.
- Орден Отечественной войны I степени.
- Орден Красной Звезды.